# Schaakbond Overijssel
De Schaakbond Overijssel is een bij de KNSB aangesloten schaakbond die schaakactiviteiten in Overijssel coördineert. 
De bond organiseert jaarlijks een teamcompetitie met als hoogste klasse de promotieklasse waarin tien achttallen een halve competitie spelen dus 1x tegen elkaar uitkomen. De kampioen van de promotieklasse  heeft het recht te promoveren naar de derde klasse van de KNSB-competitie. Onder de promotieklasse wordt gespeeld in de 1e klassen A en B, de 2e klassen A en B, de 3e klasse, de 4e klassen A en B en de 5e klassen A en B.
De bond organiseert elk jaar een toernooi om het persoonlijk kampioenschap. 